# Molnár Mihály (író)
Molnár Mihály (Nagyszalonta, 1903. január 19. – Nagyszalonta, 1991. július 25.) magyar református hitépítő, költő, író.

## Életútja, munkássága
A gimnázium három osztályát szülővárosában végezte, az Arany János Irodalmi Kör tagja. Földműves ifjúként a hit kérdései foglalkoztatták. Saját kiadásában jelent meg versbe szedett hitfilozófiája, az Új ember – új élet c. tanköltemény (1927), valamint az Istennek az Ó és Új Szövetségében foglaltatott szent írásából a lelki élet és egyház törvényei (1933). Időskori munkája, az Isten országa (1970) kéziratban maradt.